# Svøo
Svøo este o localitate din comuna Hemsedal, provincia Buskerud, Norvegia, cu o suprafață de 0,59 km² și o populație de 431 locuitori (2013).